# Foot-Ball Club Internazionale-Naples 1925-1926
Questa voce raccoglie le informazioni riguardanti il Foot-Ball Club Internazionale-Naples nelle competizioni ufficiali della stagione 1925-1926.

## Stagione
La società ingaggiò l'allenatore Carlo Carcano e la giovane promessa Giovanni Ferrari per rinforzarsi. Gli inizi furono promettenti: approfittando della mancata iscrizione del Savoia, la squadra partenopea vinse il campionato campano e si qualificò alla fase subnazionale dove vinse il Girone A delle semifinali. In finale della Lega Sud incontrò l'Alba Roma, che si dimostrò superiore e vinse l'andata per 6-1, ipotecando la qualificazione a causa dell'introduzione del quoziente reti che imponeva all'Internaples di vincere con almeno sei gol di scarto al ritorno per qualificarsi; al ritorno finì 1-1 con Claar a portare i partenopei in vantaggio e Bukovic a pareggiare per l'Alba; furono dunque i romani a qualificarsi alla finalissima per lo scudetto contro i campioni del Nord.
Durante la partita ci fu un'invasione di campo da parte dei tifosi partenopei che determinò la squalifica del campo partenopeo e la partenza di Carcano e Ferrari, vicecannoniere degli azzurri.
Il 2 agosto 1926 la carta di Viareggio ammise i partenopei in Divisione Nazionale, ufficialmente grazie al primo posto nel girone campano. Il 25 agosto 1926 l'Internaples cambiò denominazione in A.C. Napoli.

## Organigramma societario
- Presidente: Giorgio Ascarelli
- Allenatore: Carlo Carcano

## Rosa
| N. |                        | Ruolo | Calciatore            |
| -- | ---------------------- | ----- | --------------------- |
|    | Italia (bandiera)      | P     | Vittorio Pelvi        |
|    | Inghilterra (bandiera) | D     | Leslie William Minter |
|    | Italia (bandiera)      | D     | Claar II              |
|    | Italia (bandiera)      | D     | Fausto Jaquinto       |
|    | Ungheria (bandiera)    | C     | Jenő Tóth             |
|    | Italia (bandiera)      | C     | Pino Ghisi            |
|    | Italia (bandiera)      | C     | Giuseppe Marra        |
|    | Italia (bandiera)      | C     | Carlo Carcano         |

| N. |                   | Ruolo | Calciatore         |
| -- | ----------------- | ----- | ------------------ |
|    | Italia (bandiera) | C     | Roberto Di Martino |
|    | Italia (bandiera) | C     | Athos Fiorini      |
|    | Italia (bandiera) | A     | Attila Sallustro   |
|    | Italia (bandiera) | A     | Ernesto Ghisi      |
|    | Italia (bandiera) | A     | Osvaldo Sacchi     |
|    | Italia (bandiera) | A     | Giovanni Ferrari   |
|    | Italia (bandiera) | A     | Francesco Fariello |
|    | Italia (bandiera) | A     | Vincenzo Valente   |

## Calciomercato
| Acquisti | Acquisti         | Acquisti    | Acquisti   |
| R.       | Nome             | da          | Modalità   |
| -------- | ---------------- | ----------- | ---------- |
| P        | Vittorio Pelvi   | Stabia      | definitivo |
| C        | Carlo Carcano    | Valenzana   | definitivo |
| A        | Giovanni Ferrari | Alessandria | definitivo |
| A        | Ernesto Ghisi    | Savoia      | definitivo |

## Risultati

### Prima Divisione Campana

#### Girone di andata
| Arbitro: | Barionovi (Roma) |

|                                    |           |                   |
| Ferrari 9’, 16’ Sallustro 43’, 75’ | Marcatori | 30’, 60’ Polisano |

| Arbitro: | Galassi (Roma) |

|  |           |                                                                        |
|  | Marcatori | 7’, 14’, 43’, 49’, 61’, 80’ E.Ghisi 20’, 65’ Sallustro 4’, 48’ Ferrari |

| Arbitro: | Trama (Torre Annunziata) |

|                                                                                    |           |  |
| Sallustro 16’ Iaquinto II 28’ Toth 32’ (rig.), 80’ (rig.) Fariello 40’ Ferrari 45’ | Marcatori |  |

| Arbitro: | Tisei (Tivoli) |

|                                        |           |            |
| E.Ghisi 8’, 38’ Ferrari 84’ Sacchi 15’ | Marcatori | ?’ Villani |

#### Girone di ritorno
| Arbitro: | Galassi (Roma) |

|            |           |             |
| Parodi 77’ | Marcatori | 53’ E.Ghisi |

| Arbitro: | De Martino (Castellammare di Stabia) |

|                                  |           |  |
| Claar III 74’ (rig.) P.Ghisi 90’ | Marcatori |  |

| Arbitro: | Trama (Torre Annunziata) |

|  |           |                                                                  |
|  | Marcatori | ( 3’, 51’, 56’ E.Ghisi 40’ Ferrari 48’ Sacchi 49’ (aut.) Beccaro |

| Pozzuoli 23 febbraio 1926 | Puteolana | 0 – 2 referto | Internaples |  |

### Semifinali di Lega girone A

#### Andata
| Arbitro: | Pinasco (Sestri Ponente) |

|                 |           |             |
| Sansoni III 44’ | Marcatori | 21’ Ferrari |

| Arbitro: | Torro (Taranto) |

|                                        |           |  |
| Sallustro 19’, 41’, 55’ Ghisi 47’, 57’ | Marcatori |  |

| Arbitro: | Carraro (Padova) |

|             |           |             |
| Panzone 60’ | Marcatori | 20’ Ferrari |

| Arbitro: | Celano (Roma) |

|                  |           |  |
| Ferrari 55’, 85’ | Marcatori |  |

#### Ritorno
| Arbitro: | Esposito (Napoli) |

|                              |           |                    |
| Ghisi I 35’, 65’ Fiorini 81’ | Marcatori | 11’ Canestrelli II |

| Arbitro: | De Michele (Taranto) |

|  |           |                                                      |
|  | Marcatori | 5’ Ghisi I 80’, 86’ Ferrari 78’ Sallustro 16’ Sacchi |

| Arbitro: | Bellini (Padova) |

|                                           |           |  |
| Ferrari 43’, 45’ Ghisi I 54’ Sallustro ?’ | Marcatori |  |

| Arbitro: | Galassi (Roma) |

|                            |           |                         |
| Costantino 38’, 63’ (rig.) | Marcatori | 35’ Ghisi I 41’ Ferrari |

### Finali di Lega

#### Andata
| Arbitro: | Pinasco (Sestri Ponente) |

|                                                            |           |             |
| Ziroli 41’, 53’ Maneschi 61’, 79’ Lo Prete 75’ Bukovic 82’ | Marcatori | 65’ Ghisi I |

#### Ritorno
| Arbitro: | Dani (Genova) |

|                  |           |                    |
| Claar 50’ (rig.) | Marcatori | 73’ (rig.) Bukovic |

## Statistiche

### Statistiche di squadra
| Competizione                   | Punti | In casa | In casa | In casa | In casa | In casa | In casa | In trasferta | In trasferta | In trasferta | In trasferta | In trasferta | In trasferta | Totale | Totale | Totale | Totale | Totale | Totale | DR  |
| Competizione                   | Punti | G       | V       | N       | P       | Gf      | Gs      | G            | V            | N            | P            | Gf           | Gs           | G      | V      | N      | P      | Gf     | Gs     | DR  |
| ------------------------------ | ----- | ------- | ------- | ------- | ------- | ------- | ------- | ------------ | ------------ | ------------ | ------------ | ------------ | ------------ | ------ | ------ | ------ | ------ | ------ | ------ | --- |
| Prima Divisione-Campania       | 15    | 4       | 4       | 0       | 0       | 16      | 3       | 4            | 3            | 1            | 0            | 19           | 1            | 8      | 7      | 1      | 0      | 35     | 4      | +31 |
| Prima Divisione-Semifinali Sud | 13    | 4       | 4       | 0       | 0       | 14      | 1       | 4            | 1            | 3            | 0            | 9            | 4            | 8      | 5      | 3      | 0      | 23     | 5      | +18 |
| Prima Divisione-Finali Sud     | 1     | 1       | 0       | 1       | 0       | 1       | 1       | 1            | 0            | 0            | 1            | 1            | 6            | 2      | 0      | 1      | 1      | 2      | 7      | -5  |
| Totale                         | -     | 9       | 8       | 1       | 0       | 31      | 5       | 9            | 4            | 4            | 1            | 29           | 11           | 18     | 12     | 5      | 1      | 60     | 16     | +44 |

### Statistiche dei giocatori
| Giocatore      | Prima Divisione Girone Campano | Prima Divisione Girone Campano | Prima Divisione Semifinali Sud | Prima Divisione Semifinali Sud | Prima Divisione Finali Sud | Prima Divisione Finali Sud | Totale   | Totale |
| Giocatore      | Presenze                       | Reti                           | Presenze                       | Reti                           | Presenze                   | Reti                       | Presenze | Reti   |
| -------------- | ------------------------------ | ------------------------------ | ------------------------------ | ------------------------------ | -------------------------- | -------------------------- | -------- | ------ |
| C. Carcano     | 6                              | 0                              | 2                              | 0                              | 0                          | 0                          | 8        | 0      |
| Claar          | 5                              | 1                              | 5                              | 0                              | 1                          | 1                          | 11       | 2      |
| F. Fariello    | 2                              | 1                              | 0                              | 0                              | 0                          | 0                          | 2        | 1      |
| G. Ferrari     | 7                              | 7                              | 8                              | 9                              | 2                          | 0                          | 17       | 16     |
| A. Fiorini     | 0                              | 0                              | 6                              | 1                              | 2                          | 0                          | 8        | 1      |
| E. Ghisi (I)   | 6                              | 12                             | 8                              | 7                              | 2                          | 1                          | 16       | 20     |
| P. Ghisi (II)  | 7                              | 1                              | 7                              | 0                              | 2                          | 0                          | 16       | 1      |
| Jaquinto       | 2                              | 1                              | 3                              | 0                              | 1                          | 0                          | 6        | 1      |
| Marra          | 6                              | 0                              | 8                              | 0                              | 1                          | 0                          | 15       | 0      |
| L.W. Minter    | 5                              | 0                              | 6                              | 0                              | 2                          | 0                          | 13       | 0      |
| V. Pelvi       | 7                              | -4                             | 8                              | -5                             | 2                          | -7                         | 17       | -16    |
| O. Sacchi      | 7                              | 2                              | 8                              | 1                              | 2                          | 0                          | 17       | 3      |
| A. Sallustro I | 5                              | 5                              | 8                              | 5                              | 2                          | 0                          | 15       | 10     |
| Scoppa         | 1                              | 0                              | 0                              | 0                              | 0                          | 0                          | 1        | 0      |
| J. Toth        | 7                              | 2                              | 8                              | 0                              | 2                          | 0                          | 17       | 2      |
| Valente        | 4                              | 0                              | 3                              | 0                              | 1                          | 0                          | 8        | 0      |